# Móricz Zsigmond a romániai magyar irodalomban
Móricz Zsigmond a romániai magyar irodalomban – Egy sajátos történelmi összehasonlítás és értékelés fűzte Móricz Zsigmondot (1879–1942) Erdélyhez: szerinte itt alakult ki az "Ahogy lehet!" reálpolitikája századokon át, ezt észlelte Erdély-trilógiájának megírásakor, nemcsak a forrásanyagban, hanem a helyszínen is tanulmányozva Bethlen Gábor uralkodásának történetét. Ez a reálpolitikai felfogás – "az erdélyi lélek alapvonása" – késztette arra, hogy bevonja az erdélyi írókat lapjába, a Kelet Népébe, s meglátogassa újra meg újra Erdély népét. Érthető, hogy ez a vonzalom viszonzásra talált Kolozsvár, Marosvásárhely és más magyar városok magyar irodalmi köreiben, s az író itt kibontakozó gazdag utóéletét is meghatározta.

## Móricz Erdélyben 1912–1942 közt
Móricz első erdélyi látogatása Kós Károlynak szólott. Már 1912-ben szerepelt a Sztánán szerkesztett Kalotaszeg c. folyóirat hasábjain, s 1914-ben Kós Károly meghívására személyesen is részt vett egy írásba foglaltan emlékezetessé vált sztánai bálon. Újabb Erdély-nézőre 1926-ban került sor, amikor az író már az Erdély-trilógián dolgozott, s Kelemen Lajos történész-levéltáros segítségét igénybe véve tanulmányozta a Bethlen Gábor-i korszak történetét. Ennek a tanulmányútnak a visszhangjaihoz tartozik többek között Corneliu Codarcea román író cikke, amellyel Kolozsvárt a román sajtóban védelmére kelt a román-ellenességgel megvádolt vendégnek. Figyelmet érdemel az író növekvő népszerűsége az erdélyi magyar fiatalság körében. Két ízben is közel került az új nemzedékhez: amikor Makkai Sándor vitatott Ady-könyvét a Nyugatban köszöntötte (1931), s amikor ugyanebben az évben 74 kolozsvári magyar főiskolai hallgató az Erdélyi Fiatalok hasábjain egyetértését fejezte ki a prágai magyar diákok meglátogatása miatt más oldalról is nemzetellenességgel vádolt íróval.
Ilyen előzmények után szervezett ankétot lapjában, a Kelet Népében az erdélyi szegénység okairól (1941/4), vonta be munkatársai közé származási és világnézeti különbség nélkül az erdélyi magyar írókat, köztük Asztalos Istvánt, Bözödi Györgyöt, Jordáky Lajost, Kovács Györgyöt, Nagy Istvánt, Veress Pált, felhíva egyidejűleg a figyelmet Tolnai Lajos szociális hevületű erdélyi írásaira. 1941-42-ben többször is ellátogatott Erdélybe, ahol minden társadalmi oldal vagy világnézeti csoport egyaránt „Zsiga bácsi”-nak titulálta és ünnepélyesen fogadta. Egy ilyen alkalommal tért be Bözödújfaluba, ahol az antiszemita hullám fenyegetéseinek kitett székely szombatosok bajait jegyezte fel a Kelet Népe számára (A szombatosok közt. 1941/12), s ugyanilyen őszinteséggel kelt védelmére egy másik riportjában a bürokráciával szembekerült csíkmegyei székelyeknek is (Gazdakör Székelyföldön. 1941/13).
Az író halálának visszhangjaiból kiemelkedik Marosi Péter Meneküljünk a felelősségbe című nekrológja a diákifjúság Március című lapjában (1942/2).

## Móricz emlékezete 1945 után
Móricz Zsigmond gazdag utóélete Romániában az erdélyi írókat is befogadó Magvető c. irodalmi antológiájának kolozsvári újbóli kiadásával kezdődik (1945). Ugyanekkor Kolozsvárt megalakul a róla elnevezett Móricz Zsigmond Kollégium. Később Kovács György az Igaz Szóban közzéteszi Móricznak a Kelet Népe erdélyi szerkesztésével kapcsolatos leveleit Balogh Edgárhoz (1955/11), Jancsó Elemér ugyanott az író Kuncz Aladárhoz intézett levelét hozza nyilvánosságra (1956/7). Katona Szabó István a lapban a diákok Móricz-tiszteletéről és követéséről emlékezik (1957/2). Az író halálának huszadik évfordulóján az Igaz Szó bemutatja Balogh Edgár és Bözödi György korabeli jegyzeteit Móricz erdélyi látogatásairól, Jánosházy György pedig Nemcsak a parasztság írója címen közöl esszét (1962/37). Ebből az alkalomból jelentet meg az Irodalmi Könyvkiadó Kenyéren és vízen címmel egy gyűjteményt Móricz közügyi írásaiból. Ez a kötet védekezés volt azokkal szemben, akik – mint már a Korunk szektás szakaszában – újra „osztályszempontból” emelnek kifogásokat Móricz ellen, egyenesen "félkarú óriás"-nak bélyegezve növekvő köztiszteletben álló személyét, amint ezt Abafáy Gusztáv tette az Utunk Irodalmunk újraolvasásához című sorozatába írott cikkében (1948/22). A vitákkal tarkított erdélyi Móricz-kultusz elmélyülésének jele Kántor Lajos kismonográfiája, a Vallomásos Móricz Zsigmond (1968), amely alcímében jelzi, hogy az előrehaladó irodalomtörténeti kutatás „epika és líra határvidékén” immár az esztétikai értékelést hangsúlyozza.
Közben ugyanis jelentkezett az igény a revízióra, tekintetbe véve az író halála óta bekövetkezett társadalmi változásokat. Ezzel a törekvéssel kapcsolatban Kántor Lajos az időtálló irodalmi értékelés igényét hirdeti meg egy 1959-es tanulmányában, melyet Alapozás című kötete (1970) közöl. További értekezései Móricz reális nyelvezetéről és az Árvácska-regényben tetőződő Csibe-problémáról szólnak, mintegy alátámasztva irodalomtörténeti felfogását. A Korunk közli Móricz ifjúkori barátnőjének, a Kolozsvárt élő s ekkor már 83 éves Szombatfalvy Júliának magnóra vett emlékezéseit az író indulásáról (1967). Az Állami Irodalmi és Művészeti Kiadó a Három színmű (1959), a Kriterion Könyvkiadó pedig többek közt a Sárarany (1971), a Kivilágos kivirradtig – Úri muri – Rokonok (1972) regényhármas és egy elbeszéléskötet (Életre ítélve, 1977) kiadásával jelentkezik, a közönség részéről sürgetett Erdély-trilógiát azonban a cenzúra nem engedte megjelentetni. Az ifjúsághoz Móricz-műveket a Tanulók Könyvtára, valamint a Creangă Könyvkiadó két sorozata, az Iskolai Könyvbölcső és Az Én Első Könyvem közvetít.

## Móricz születésének 100. évfordulója (1879–1979)
Nagyméretű Móricz-megidézésre az író születésének 100. évfordulóján került sor. Az emlékezés új, összefoglaló szakaszát a Korunk nyitja meg (1979/5): az ünnepi számban Mózes Huba tanulmánya olvasható, Szabó T. Attila leírja Móricz találkozásait Kelemen Lajossal, Balogh Edgár A Kelet Népe és Erdély címen értekezik, Nagy György a lapszámban közzétett öt ismeretlen fényképet mutat be az író 1941-es kalotaszegi látogatásáról, Abafáy Gusztáv Móricz Erzsikéről, azaz Csibéről ír, az író fogadott leányának kolozsvári szerepére világítva, Imreh István pedig a Móricz Zsigmond Kollégiumot ébreszti. Szembesítés fejléc alatt az egyre inkább kiérlelődő Móricz-vita elevenedik meg Sütő András, Deák Tamás, Bálint Tibor, Pusztai János, Veress Zoltán, Lászlóffy Aladár, Kocsis István, Csiki László, Mózes Attila és Szőcs Géza hozzászólásaiban, nem hagyva kétséget afelől, hogy a fiatalabbak érdeklődése „a világ és ízlés változásával” átalakulóban van ugyan, de nem csökken a tisztelet "Móricz igazságkereső szelleme" iránt. A számban Erdős Imre Pál Móricz-fejével és Paulovics László Móricz-illusztrációjával találkozunk.
Gazdag az Igaz Szó ünnepi Móricz-száma is (1979/6). A vezércikk az emberi megértés fanatikusáról szól. Tanulmánnyal szerepel a számban Láng Gusztáv, Panek Zoltán, Szász János, Magyarországról Móricz Virág, Czine Mihály és Illés Endre. A testvériség hídépítői címmel Dávid Gyula Móricz 1926-os erdélyi útját, és ezzel kapcsolatban a román sajtóban ellene indított támadásokat s a védelmére kelők kiállását eleveníti fel, a magyar-román együttélés és kölcsönhatás „móriczi gondolatai”-ról szólva. Móricz erdélyi íróbarátait sorakoztatja fel Izsák József, a Légy jó mindhalálig mint „az értelmiséggé válás enciklopédiája” foglalkoztatja Benkő Samut, s Veress Pál Az író és a marosvásárhelyi szervezett munkásság címen közli életrajza egy részét. Verssel tiszteleg az évfordulón Móricz emléke előtt Horváth Imre, Kiss Jenő és Tóth István, s hogy teljes legyen az erdélyi Móricz-kép, az író román tisztelői közül írással jelentkezik Gelu Păteanu, Romulus Guga és Constantin Olariu, Váczy Leona pedig román recepciójának 196 tételes bibliográfiájával igazolja, hogy a román közönség is szívesen fogadta a Móricz-műveket. A Móricz-írások mögött rejlő sajátos népi koncepciót üdvözli tanulmányában Szőcs István.
Az Utunk Móricz-emlékszámában (1979/26) Dávid Gyula áttekintést ad arról, hogy a Móricz-életmű milyen csatornákon jutott tovább az 1944-et követő évtizedek során Románia magyar irodalmában. „Tovább hatnak – írja – a személyes élmények; megszületnek az immár irodalomtörténeti beállítású Móricz-értelmezések a hazai kiadásban megjelenő Móricz-művekhez írott előszavakban, bevezető tanulmányokban; végül a teljes Móricz-irodalom viszonylatában mérve is születik egy-két számottevő irodalomtörténeti eredmény.” Marosi Ildikó egy 1930-33-ban tervbe vett marosvásárhelyi látogatás körül támadt levelezést tesz közzé a KZST levelesládájából, Imreh István a "móriczi fejedelemkép"-nek, Mózes Huba pedig Bethlen Gábor feleségének, Károlyi Zsuzsannának a portré-kibontakozását követi nyomon. Vásárhelyi Géza kávéházi beszélgetéseket újít fel, Beke György Leányfalura látogat, Lőrinczi László és Ion Oarcăsu román műfordításokat idéz, Panek Zoltán az író irodalmi pereiről számol be, Csiki László szempontokat ad a Forr a bor kritikai olvasatához, Király László pedig visszapillantó tükrében már Móricz Zsigmond „távolodását” szemléli. Szerepel e számban Szilágyi István, Rácz Győző, Szávai Géza, Egyed Péter, Ficzay Dénes, és itt sem marad el Balogh Edgár, Kántor Lajos, Szász János emlékezése, Tóth Istvánnak az íróhoz intézett strófa-csokra.
Az Utunk-emlékszám bemutatja Nagy Albert és Tőrös Gábor Móricz-plakettjét, Árkossy István és Páll Lajos Móricz-rajzát és Deák Ferenc Móricz-illusztrációját.
A Móricz-centenárium alkalmából Móricz Zsigmond közöttünk (1979) című antológia is megjelenik Kántor Lajos válogatásában. A kötet közli 24 erdélyi író – köztük a román Corneliu Codarcea és George Sbârcea – visszaemlékezéseit az íróra. Az előszó arról a történelmi felelősségtudatról szól, amelynek az Erdély történelmét és népét ismerő író "elévülhetetlen klasszikusa". A képanyag nemcsak Csomafáy Ferenc, Erdélyi Lajos, Szabó Dénes egykorú fényképanyagából állott össze, hanem Nagy Imre, Erdős Imre Pál Kádár Tibor Móricz-rajzait, Nagy Albert plakettjét, Makár Alajos festményét, Tirnován Vid féldomborművét, valamint Szervátiusz Tibor és Balogh Péter Móricz-szobrait is bemutatja.
Móricz a romániai irodalomban tárgykör szempontjából jelentős a centenáriumi antológiában Gábor Dénes Móricz Zsigmond a romániai magyar irodalomban (1945–1979) című bibliográfiai adaléka, amely nemcsak a köteteket, újraközléseket, ismertetéseket és államvizsga-dolgozatokat sorolja fel, hanem közli a Móricz-színművek bemutatóinak jegyzékét is Kolozsvár, Marosvásárhely, Nagyvárad, Szatmárnémeti, Sepsiszentgyörgy, Bukarest színpadjain, nemkülönben a marosvásárhelyi és kolozsvári rádió Móricz-tárgyú adásait is, kiegészítve a mindenkori sajtórecenziókkal. Azóta a Székelyföld városait és falvait rendezvényeivel bejáró sepsiszentgyörgyi Tamási Áron Színház Sylvester Lajos és Nemes Levente összeállításában bemutatta az Erdély-trilógiából készült Boszorkányok (1980) című darabot, majd a 140-szer játszott Kerek Ferkót (1985) s a marosvásárhelyiekkel egyidőben rendezett Sári bírót (1992).

## Állami vizsgadolgozatok
- Nagy Pál: Móricz Zsigmond. 1948.
- Hatházy Ferenc: A tőkés-földesúri társadalom bírálata Móricz Zsigmond műveiben. 1952.
- Győri Magda: Móricz Zsigmond történeti regényei. 1953.
- Sebestyén Berta: Móricz Zsigmond értékelése és hatása a romániai magyar irodalomban a két világháború között. 1959.
- Lászlóffy Csaba: Móricz Zsigmond: Árvácska. Műelemzés. 1960.
- J. László Annamária: A különböző mondatfajták szerepe a drámaiság kifejezésében Móricz Zsigmond: Egyszer jóllakni c. novelláskötete alapján. 1961.
- Kurkó-Szekernyés Irén: A népköltészet hatása Móricz Zsigmond irodalmi tevékenységére munkásságának harmadik szakaszában. 1964.
- Galbács Anna: Történetiség és szubjektivitás Móricz Zsigmond Erdély-trilógiájában. 1970.
- Szentmiklósi Judit: Módféle határozók Móricz Zsigmond elbeszéléseiben. 1978.
- Kovács Ildikó-Erzsébet: A naturalista stílusirányzat és érvényesülése a móriczi életműben. 1979.